# 공안국
공안국(孔安國, ? ~ ?)은 전한 초기의 학자로, 자는 자국(子國)이며 노국 사람이다. 공자의 11세손이다.

## 생애
신공에게서 노시(魯詩)를, 복생에게서 《상서》를 배웠다.
경제 말년에, 노공왕이 궁궐 확장을 위해 공자가 살던 집을 헐었다가 벽 안에서 과두문으로 쓰인 상서·《예기》·《논어》·《효경》 등 여러 고서를 발견하였다. 당시에는 과두문을 읽고 해독하는 사람이 많지 않았다. 공안국은 고문상서(古文尙書)가 금문상서보다 16편 많은 내용이 있는 것을 알아냈고, 종래의 금문보다 고문을 중시하는 학풍을 일으켰다.
무제 때 간의대부(諫議大夫)·박사(博士)를 지냈고, 후에 임회태수가 되었으나 일찍 죽었다.

## 학통 계승
공안국은 고문을 도위조·사마천·예관에게 전하고, 도위조는 용생·호상·서오에게 전수하였고, 서오는 왕황·도운에게 전하였고, 도운은 가휘·상흠에게 전하였고, 가휘는 가규·허신에게 전수하였다.

## 출전
- 사마천, 《사기》 권47 공자세가
- 반고, 《한서》 권88 유림전